# Cyril Francis Davie
Pour les articles homonymes, voir Davie.
Cyril Francis Davie (30 janvier 1882-18 février 1950,), est un homme politique canadien de la Colombie-Britannique. Il est député provincial conservateur de la circonscription britanno-colombienne de Cowichan-Newcastle de 1924 à 1933.
Davie est président de l'Assemblée législative de la Colombie-Britannique de 1931 à 1933.

## Biographie
Né à Victoria en Colombie-Britannique, Davie est le fils du premier ministre Alexander Edmund Batson Davie. Il étudie à l'université d'Ottawa.
Il écrit des chroniques sur les échecs dans le Daily Colonist de Victoria de 1916 jusqu'à sa prise de fonctions politiques. Il est aussi contributeur au British Chess Magazine, fondateur de la branche canadienne de la Chess Amateur Correspondence League en 1916 et est instigateur du premier championnat d'échecs tenu au Canada.
Après sa retraite de la politique, il pratique le droit à Duncan et rédige l'ouvrage de Common Law and Statutory Amendment in Relation to Contributory Negligence in Canada, as well as a prolific contributor to the Canadian Bar Review.
Davie meurt à Duncan en février 1950 à l’âge de 68 ans.